# Sebastian Hofmeister

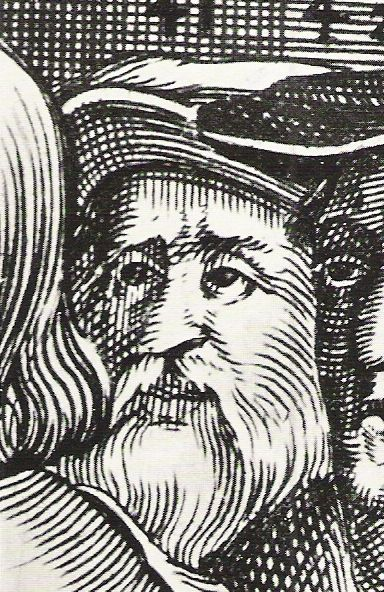
Sebastian Hofmeister, Radierung 1650 (Ausschnitt)

Sebastian Hofmeister (auch Oeconomus, Oikonomos oder Wagner; * um 1494 in Schaffhausen; † 9. Juni 1533 in Zofingen) war ein reformierter Theologe und Reformator.

## Leben
Sebastian Hofmeister wurde um 1494 in Schaffhausen geboren. Das Haus mit dem Namen Zun drei Bergen an der Unterstadt 44 war sein Vaterhaus. Hofmeister wurde schon in jungen Jahren Franziskaner in der Oberdeutschen (Straßburger) Ordensprovinz, Provincia Argentina. Den begabten Ordensmann führte sein Weg nach Paris, wo er studierte und den Doktorgrad erwarb. Er war nicht nur in den klassischen Studien, sondern auch im Hebräischen bewandert. 1520 kehrte er in seine Heimat zurück. Sein erster Wirkungsort war Zürich, wo er mit Ulrich Zwingli in Kontakt kam. Noch 1520 wurde er von seinem Orden nach Konstanz versetzt. Zu Beginn des Jahres 1522 wurde er Lesemeister im Barfüsserkloster in Luzern. Wegen seiner Predigttätigkeit im reformierten Sinne wurde er beim Bischof von Konstanz als Ketzer angeklagt und musste die Stadt deshalb schon bald, im Sommer 1522, wieder verlassen.
Aus Luzern vertrieben, wandte er sich wieder in seine Vaterstadt, wo seine Predigten gegen die kirchlichen Missstände starken Eindruck machten, aber auch heftige Kämpfe auslösten. Im Jahre 1523 erschien seine Schrift „Ein treuwe Ermanung an die Eidgenossen, daß sie mit durch ire falschen propheten verfürt, sich wider die lere Christi setzend“. Als Johannes Eck sich auch gegen den Zürcher Reformator wandte, unterstützte Hofmeister seinen Freund Zwingli tüchtig mit der Schrift „Antwort auf die ableinung Doctor Eckens“. Er nahm im Januar 1523 aktiv an der ersten Zürcher Disputation teil und führte an der zweiten Zürcher Disputation (November 1523) am ersten Tag den Vorsitz.
Im Jahr 1525 wurde er beschuldigt, den Rebleuteaufstand unterstützt zu haben, und musste deshalb Schaffhausen verlassen (Verbannung mit Androhung der Todesstrafe). Hofmeister ging vorerst nach Zürich, wo er eine Zeit lang auf der Kanzel des Fraumünsters predigte. Er beteiligte sich 1525 leitend an Täufergesprächen. Im Januar 1526 nahm er als Abgeordneter von Zürich am Religionsgespräch von Ilanz teil. Anfang 1528 war er einer der Zürcher Vertreter an der Berner Disputation. Er amtete danach für kurze Zeit in Bern als Professor und wurde noch im gleichen Jahr als Pfarrer nach Zofingen berufen. Seine Bemühungen, als Prediger nach Schaffhausen zurückzukehren, blieben erfolglos.
Seine dialektischen Fähigkeiten waren so groß, dass er wie bei früheren Gelegenheiten, so auch hier sich durchsetzte. Freilich war ihm im Berner Gebiet nur eine kurze Wirksamkeit beschieden. Hofmeister gilt wohl als Reformator Schaffhausens, obwohl es ihm nicht vergönnt war, dort den Durchbruch des Evangeliums zu erleben. Aber an vielen anderen Orten der Schweiz hat er ebenso entscheidend für die Reformation gewirkt.
Hofmeister starb am 9. Juni 1533 in Zofingen, nachdem er einen Tag zuvor während der Predigt vom Schlag getroffen worden war.

## Werke
- Ein treuwe Ermanung an die Eidgenossen, daß sie mit durch ire falschen propheten verfürt, sich wider die lere Christi setzend, Basel 1523
- Antwort auf die ableinung Doctor Eckens, Zürich 1525
- Acta u. handlung des Gesprächs so von allen Priesteren der Tryen Pündten im M. D, XXVI. jar uff Mentag uff Zynstag nach d. heyligen III. Künigen tag zu Inlantz im Grawen Pundts uss Ansehung der Pundsherren geschehen, Zürich 1526 (Nachdr. Sebastian Hoffmeisters Akten zum Religionsgespräch in Ilanz. Neu hrsg. zur Galliciusfeier 1904, Chur 1904)